# 張宏 (明朝畫家)

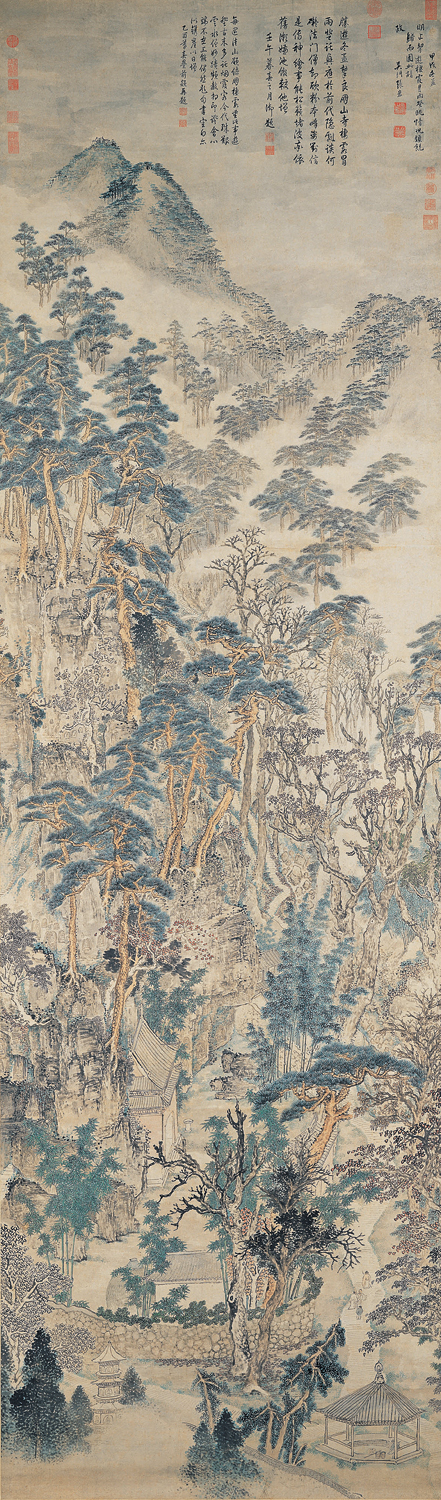
張宏《棲霞山圖》（國立故宮博物院藏）

张宏（1577年—1652年后），字君度，号鹤涧，江苏苏州长洲县人，明代画家、篆刻家。善画山水、人物、翎毛。擅长山水，颇有意趣，亦能画兰，筆墨有元人古意，是明末吴门画坛的中坚人物。吴中学者尊崇之。另外近代學者指出他擅長「地圖式繪畫」，描繪旅遊所見景色，是與其他吳派畫家不同之處。

## 生平
《国朝献征录》記載張宏平官至荆州知府，为官清廉，人号为“闭门张”。张宏平生喜好游历名山大川，注重外师造化，汲取绘画养分，藉以开拓创作视野和体悟艺术真谛。另据史书称，张宏92岁尚健，仍在作画。史书记载：张宏师法沈周，并超越之，他作画重视写生，笔力峭拔、墨色湿润、层峦叠嶂、秋壑深邃、有元人古意，画中石面连皴带染为其特色。他在文人山水画方面另辟蹊径，在继承吴门画派风格和特色的基础上，加以创新，到大山里去写生，师自然造化，创作出了富有生活气息的绘画作品。

## 作品
《石屑山圖》，藏於台灣台北國立故宮博物院
《琳宮晴雪》軸，藏於台灣台北國立故宮博物院
《棲霞山圖》，藏於台灣台北國立故宮博物院
《華子岡圖》，藏於台灣台北國立故宮博物院
《清溪泛棹》軸，藏於台灣台北國立故宮博物院
《百祿圖》，藏於台灣台北國立故宮博物院
《綏山桃實》軸，藏於台灣台北國立故宮博物院